# Rupert Goold
Rupert Goold (Highgate, 18 de febrero de 1972) es un director de teatro y cine inglés. Es el director artístico del Teatro Almeida. Dirigió varias obras teatrales reconocidas, como Romeo y Julieta, The End of the Affair, Hamlet, Otelo, entre otras, y también fue el encargado de adaptar tres obras de teatro, incluyendo dramas y musicales. Goold fue el director artístico de la Headlong Theatre Company (2005-2013). 
Luego se dedicó a dirigir largometrajes en cine y televisión, siendo su proyecto más reconocido la película Judy, basada en los últimos años de vida de la actriz y cantante Judy Garland.

## Producción en el teatro

#### Como director de obras teatrales
- Travels with My Aunt (1997, Salisbury Playhouse)
- The End of the Affair (1997, Salisbury Playhouse/Bridewell Theatre)
- Romeo y Julieta (1998, tour en Reino Unido)
- The Wind in the Willows (2001, Birmingham Rep)
- Arcadia (2002, Northampton)
- Betrayal (2002, Northampton)
- Sunday Father (2003, Teatro Hampstead)
- Otelo (2003, Northampton/Teatro Greenwich)
- Hamlet (2005, Northampton)
- Speaking Like Magpies (2005, RSC)
- The Tempest (2006, RSC)
- Restoration (2006, Headlong/Bristol Old Vic:  tour en Reino Unido)
- Faustus (2006, Headlong/Hampstead Theatre)
- The Glass Menagerie (2007, Apollo Theatre)[1]
- Macbeth (2007, Chichester Festival Theatre/West End/Ciudad de Nueva York)
- King Lear (2008, Headlong: Liverpool Everyman/Young Vic)
- Oliver! (2009, Theatre Royal Drury Lane)
- Enron (2009, Minerva Theatre/Royal Court Theatre)
- Romeo y Julieta (2010, RSC)
- Made in Dagenham (2014, Teatro Adelphi)[2]
- Medea (2015, Teatro Almeida)

#### Como escritor
- The End of the Affair (1997) – musical adaptado con Caroline Butler, basada en la novela de Graham Greene
- Faustus (2004) – adaptada con Ben Power de Dr. Faustus, de Christopher Marlowe
- Six Characters in Search of an Author (2008) – adaptada con Ben Power, basada en la obra original de Luigi Pirandello.

## Cine y televisión

#### Como director
- Macbeth (televisión, 2010)
- Richard II (televisión, 2012)
- True Story (2015)
- King Charles III (televisión, 2017)
- Judy (2019)